# Municipio de Wagar
El municipio de Wagar (en inglés: Wagar Township) es un municipio ubicado en el condado de McHenry en el estado estadounidense de Dakota del Norte. En el año 2010 tenía una población de 30 habitantes y una densidad poblacional de 0,32 personas por km².

## Geografía
El municipio de Wagar se encuentra ubicado en las coordenadas 48°25′19″N 100°35′32″O / 48.42194, -100.59222. Según la Oficina del Censo de los Estados Unidos, el municipio tiene una superficie total de 93.43 km², de la cual 93,26 km² corresponden a tierra firme y (0,18 %) 0,17 km² es agua.

## Demografía
Según el censo de 2010, había 30 personas residiendo en el municipio de Wagar. La densidad de población era de 0,32 hab./km². De los 30 habitantes, el municipio de Wagar estaba compuesto por el 86,67 % blancos, el 13,33 % eran asiáticos. Del total de la población el 0 % eran hispanos o latinos de cualquier raza.